# Desfolhada Portuguesa
Desfolhada Portuguesa é uma canção portuguesa. Foi a canção vencedora da VI edição do Grande Prémio TV da Canção (actual Festival RTP da Canção), em 1969, vindo a representar Portugal no Festival Eurovisão desse ano. É considerada uma das canções mais emblemáticas da música portuguesa.

## História
Composta por Nuno Nazareth Fernandes e com letra de Ary dos Santos, em 1968, tinha inicialmente o nome de Desfolhada Portuguesa, viu o nome ser abreviado para Desfolhada, título pelo qual é conhecida. 
Amália e Elisa Lisboa foram alguns dos nomes pensados para a cantar, acabou por ser interpretada por Simone de Oliveira representou Portugal na Eurovisão, após ter ganho o Festival RTP da Canção de 1969. 
Foi a décima-quinta canção a ser interpretada na noite do eurofestival, a seguir à canção francesa "Un jour, un enfant", interpretada por Frida Boccara e antes da canção finlandesa "Kuin silloin ennen", cantada pelo duo Jarkko & Laura. A canção portuguesa terminou em 15.º lugar (penúltimo), recebendo um total de 4 pontos. 
Alguns países, entre eles Portugal, não participaram na edição de 1970 do Festival da Eurovisão como protesto pelo sistema de votação vigente. Em 1969 venceram 4 candidatos e a canção portuguesa foi muito prejudicada. 
No regresso a Lisboa, vinda de Comboio a partir de Madrid, Simone foi ovacionada por milhares de portugueses.

## Autores
- Letra: Ary dos Santos
- Música: Nuno Nazareth Fernandes
- Orquestrador: Ferrer Trindade

## Letra
A letra de Ary dos Santos fala do amor de Simone de Oliveira pelo seu país — a primeira vez em que este foi o tema de uma canção portuguesa. Ela compara o amor em que resulta a concepção de uma criança com este seu amor patriótico.

## Versões
Simone de Oliveira gravou esta canção noutras línguas:
- Terre guitare (francês)
- Deshojada (castelhano)
- Terra chitarra (italiano)